# Canova (Band)
Canova war eine italienische Indie-Pop-Band aus Mailand.

## Bandgeschichte
Die Gruppe machte ihr Debüt 2016 mit dem Album Avete ragione tutti. Im Anschluss begann sie, mit einer langen Reihe von Konzerten und sonstigen öffentlichen Auftritten ihr Publikum zu erweitern. 2017 erschienen die zwei Singles Threesome und Santamaria, während Canova weiterhin auf Tournee war. Anfang 2018 wurde das Debütalbum in einer Deluxe-Edition neu aufgelegt, es folgten weitere Singles und im März 2019 erschien schließlich das zweite Album Vivi per sempre.
Im Juli 2020 gab die Band bekannt, sich aufzulösen. Frontman Mobrici begann 2021 eine Solokarriere.

## Diskografie
Alben

| Jahr | Titel               | Höchstplatzierung, Gesamtwochen, AuszeichnungChartsChartplatzierungen (Jahr, Titel, Platzierungen, Wochen, Auszeichnungen, Anmerkungen) | Anmerkungen  |
| Jahr | Titel               | IT | Anmerkungen  |
| ---- | ------------------- | --- | ------------ |
| 2017 | Avete ragione tutti | IT76 (1 Wo.)IT | Artist First |
| 2019 | Vivi per sempre     | IT11 (3 Wo.)IT | Artist First |

Singles (Auswahl)

| Jahr | Titel Album                      | Höchstplatzierung, Gesamtwochen, AuszeichnungChartsChartplatzierungen (Jahr, Titel, Album, Platzierungen, Wochen, Auszeichnungen, Anmerkungen) | Anmerkungen        |
| Jahr | Titel Album                      | IT | Anmerkungen        |
| ---- | -------------------------------- | --- | ------------------ |
| 2016 | Vita sociale Avete ragione tutti | IT— GoldIT | Verkäufe: + 25.000 |

Weitere Singles
- 2016: Manzarek (IT: Gold)

## Belege
1. ↑  Mobrici al debutto solista dopo i Canova; "Un bacio" dal vivo per Rockol. In: Rockol.it. 14. Dezember 2021, abgerufen am 28. November 2022 (italienisch).
2. ↑  Alben von Canova. In: Italiancharts.com. Hung Medien, abgerufen am 6. Dezember 2019.
3. ↑  Certificazioni. FIMI, abgerufen am 8. November 2021 (italienisch).